# Coryssocnemis simla
Coryssocnemis aripo là một loài nhện trong họ Pholcidae. Loài này có ở Trinidad.